# Waltinga
Waltinga, également orthographié Oualtinga, est une commune rurale située dans le département de Zam de la province du Ganzourgou dans la région Plateau-Central au Burkina Faso.

## Santé et éducation
Le centre de soins le plus proche de Waltinga est le centre de santé et de promotion sociale (CSPS) de Zam tandis que le centre médical avec antenne chirurgicale (CMA) se trouve à Zorgho.
Le village possède une école primaire publique.